# 津島道子
津島 道子（つしま みちこ、1917年〈大正6年〉1月11日 - 生死不明）は、日本の女優、声優である。本名は河原 道子（旧姓：津島）。旧芸名は草加 マキ（くさか まき）。

## 来歴・人物
1917年（大正6年）1月11日、岡山県岡山市に生まれる。
大阪府立市岡高等女学校（現在の大阪府立港高等学校）を卒業後、女優を志し、1935年（昭和10年）9月に組織された大阪協同劇団の研究生となる。芸名を「草加 マキ」と名乗り、翌1936年（昭和11年）6月に北陽演舞場で初舞台を踏む。同劇団には、他に海老江寛、瀬良明、谷晃、木下ゆず子らが所属していた。1940年（昭和15年）、大阪協同劇団は強制的に解散を余儀なくされ、津島は1942年（昭和17年）にNHK大阪放送劇団に加入する。以降、本名「津島 道子」を名乗り、もっぱらラジオドラマに出演していたが、第二次世界大戦末期にあたる1944年（昭和19年）に一時退団した。
第二次世界大戦終結後は、女優・中村メイコの実母にあたる中村チエコが主宰していた劇団メイ・フラワー、劇団文化座を経て、1952年（昭和27年）には再びNHK大阪放送劇団に復帰する。その後、退団して劇団アカデミー、竹本事務所、創芸プロなど芸能事務所を転々とし、1989年（平成元年）10月7日に公開されたリドリー・スコット監督映画『ブラック・レイン』や、日本放送協会（NHK）の連続テレビ小説『うず潮』（1964年 - 1965年）、『純ちゃんの応援歌』（1988年 - 1989年）、『オードリー』（2000年 - 2001年）など、平成にかけて映画やテレビドラマにも積極的に脇役・端役出演し、特に母親役・老け役を多く演じた。
2008年（平成20年）9月29日から放映が開始された、NHKの連続テレビ小説『だんだん』以降の出演作品はない。

## 出演作品

### テレビドラマ
- 連続テレビ小説（NHK）
  - うず潮（1964年 - 1965年）
  - 純ちゃんの応援歌（1988年 - 1989年） - 牛山うめ 役
  - オードリー（2000年 - 2001年） - 宮本スエ（君江の祖母） 役
  - だんだん（2008年 - 2009年）- 井上
- 創作劇場 闖入者（1963年、NHK）- アパートの管理人
- チコちゃん日記（1965年、NHK）- 川口トメ 役
- 道頓堀（1968年 - 1969年、NTV）
- 西陣模様（1969年、NHK）
- 天を斬る 第6話「桐の梢に」（1969年、NET / 東映）
- 古都憂愁 第1話「包丁姉妹」（1970年、NHK） - おこの 役
- さむらい飛脚 第1話「鬼の走る道」（1971年、NET / 東映）
- しろばんば（1973年、NHK） - おぬい婆さん 役
- 狼・無頼控 第17話「クノ一故郷に死す」（1974年、NET / 毎日放送）
- 横溝正史シリーズI・犬神家の一族（1977年、TBS） - ナレーション
- 暴れん坊将軍（ANB / 東映）
  - 吉宗評判記 暴れん坊将軍（1978年 - 1982年） - おてつ 役
  - 暴れん坊将軍II（1983年 - 1987年） - おてつ 役
- 別れて生きる時も（1978年、TBS） - 駄菓子屋のおばちゃん 役
- 水戸黄門（TBS / C.A.L）
  - 第9部 第4話「芝居になった悪い奴 -福島-」（1978年8月28日）- 婆さん
  - 第10部 第8話「関所の沙汰は銭次第 ‐新居‐」（1979年10月1日） - 探り婆
  - 第14部 第5話「三年味噌に賭けた意地 -仙台-」（1983年11月28日）- 飯屋の老婆
- 長七郎天下ご免! 第63話「無法の熊は笑って散った!」（1981年、ANB / 東映） - おとら 役
- 源九郎旅日記 葵の暴れん坊 第37話「孤剣に賭けた越後の女」（1983年、ANB / 東映） - おくめ 役
- 銀河テレビ小説 新・青春戯画集（1984年） - 初枝 役
- 悪魔の手毬唄（1990年10月5日、TBS / 東阪企画） - 由良五百子  役
- 土曜ドラマ（NHK）
  - 和菓子の味（1994年）
- 終のすみか（1999年、NHK）
- ディア・ゴースト（2000年、MBS）

### 映画
- 序の舞（1984年、東映）- 喜代治の付人
- ブラック・レイン（1989年、ジャッフェ＝ランシング・プロ）- うどんの食べ方を教える女性